# Knock on Wood (canção)
"Knock on Wood" é uma canção de 1966, composta por Eddie Floyd e Steve Cropper e originalmente tocada por Floyd. Este single atingiu o número 28 na Billboard Hot 100 e ficou no 1° lugar da tabela Soul Singles por uma semana. A canção foi composta no Lorraine Motel Memphis, Tennessee, hoje o Civil Rights Museum. Steve Cropper afirmou em entrevistas que havia uma tempestade relampejante na noite em que ele e Eddie compuseram a faixa, por isso os versos: "It's like thunder and lightning/The way you love me is frightening" ("É como trovão e relâmpago/A forma como você me ama é assustadora".)
A canção foi várias vezes regravada, primeiramente por Otis Redding e Carla Thomas em 1967. The American Breed fez um cover no seu álbum de estreia, de 1967, The American Breed. Também houve versões de sucesso de David Bowie (1974), Amii Stewart (1979), Razzy Bailey (1984), Michael Bolton (1992) e Safri Duo com Clark Anderson (2004). A banda alemã de  techno Scooter fez uma semi-versão da canção, chamada "The Avenger's Back", no seu álbum Mind the Gap, de 2004. A canção também é presente no filme Satisfaction, tocada por Justine Bateman and the Mystery.

## Versões

### David Bowie
O single de David Bowie de 1974 vem do álbum ao vivo David Live. "Panic in Detroit" não está no álbum, mas foi tocada na mesma apresentação, sendo adicionada à reedição de 2005 do álbum.
1. "Knock on Wood" (Floyd, Cropper) — 3:03
2. "Panic in Detroit" (Bowie) — 5:52